# The Children's Republic
The Children's Republic (francès La République des enfants, portuguès República di Mininus) és una pel·lícula dramàtica portuguesa-guineana-francesa-belga-alemanya, dirigida i escrita per Flora Gomes i Franck Moisnard.Es va estrenar al Brasil el 4 d'octubre de 2012 i a Portugal el 16 de maig de 2013.

## Argument
Un país africà on els homes armats deambulen i maten. A la capital, durant una reunió de la Junta, esclata una insurrecció militar. El president, els ministres i tots els adults van fugir. Només els nens romanen abandonats i el savi conseller Dubem. Els nens i nenes, ajudats per Dubem, decideixen organitzar-se i crear la seva república, passant dels adults. Un dia arriba a la ciutat un petit grup de nens soldats que va aconseguir escapar dels militars.

## Repartiment
- Danny Glover: Dubem
- Melanie de Vales Rafael: Nuta
- Hedviges Mamudo: Mon de Ferro
- Joyce Simbine Saiete: Fatima
- Bruno Nhavene: Aymar
- Stephen Carew: Toni
- Maurice Ngwakum Akisa: Chico
- Anaïs Adrianopoulos: Bia
- Peter Gudo: Tigre